# Chromis albicauda
Chromis albicauda là một loài cá biển thuộc chi Chromis trong họ Cá thia. Loài này được mô tả lần đầu tiên vào năm 2009.

## Từ nguyên
Từ định danh albicauda được ghép bởi hai âm tiết trong tiếng Latinh: albus ("trắng") và cauda ("đuôi"), hàm ý đề cập đến màu trắng ở vây đuôi của loài cá này.

## Phạm vi phân bố và môi trường sống
C. albicauda hiện được ghi nhận dọc theo bờ biển phía bắc và phía tây của Nusa Penida, một đảo nhỏ nằm về phía đông nam đảo Bali (Indonesia); ngoài ra, loài này cũng được biết đến ở vùng biển phía nam Nhật Bản dựa vào các bức ảnh chụp được.
C. albicauda được quan sát và thu thập ở độ sâu khoảng 25–70 m, nơi có dòng nước trồi mát lạnh chảy qua. Sự gián đoạn phân bố ở loài này nhiều khả năng là do chúng chỉ ưa sống ở vùng nước có nhiệt độ mát (khoảng 18–24 °C).

## Mô tả
C. albicauda có chiều dài cơ thể lớn nhất được ghi nhận là 13 cm. Màu sắc cơ thể hoàn toàn giống với loài Chromis analis (màu vàng và sẫm nâu ở thân trên), ngoại trừ vây đuôi của C. albicauda là màu trắng đặc trưng. Mắt có vạch đen băng qua con ngươi.
Số gai ở vây lưng: 13; Số tia vây ở vây lưng: 11–12; Số gai ở vây hậu môn: 2; Số tia vây ở vây hậu môn: 11–12; Số tia vây ở vây ngực: 18–20; Số gai ở vây bụng: 1; Số tia vây ở vây bụng: 5; Số vảy đường bên: 17–19; Số lược mang: 24–26.

## Sinh thái học
Thức ăn của C. albicauda là động vật phù du, thường hợp thành đàn và cùng nhau kiếm ăn trong cột nước khi có dòng chảy mạnh đi qua. Cá đực có tập tính bảo vệ và chăm sóc trứng; trứng có độ dính và bám vào nền tổ.